# アプリーカ
アプリーカ（伊: Aprica）は、イタリア共和国ロンバルディア州ソンドリオ県にある、人口約1,500人の基礎自治体（コムーネ）。

## 地理

### 位置・広がり
ソンドリオ県中部に位置するコムーネ。ティラーノから南へ7km、県都ソンドリオから東へ22km、州都ミラノから北東へ107kmの距離にある。

#### 隣接コムーネ
隣接するコムーネは以下の通り。BSはブレシア県所属。
- ヴィッラ・ディ・ティラーノ - 北
- コルテノ・ゴルジ (BS) - 東
- テーリオ - 西

### 地震分類

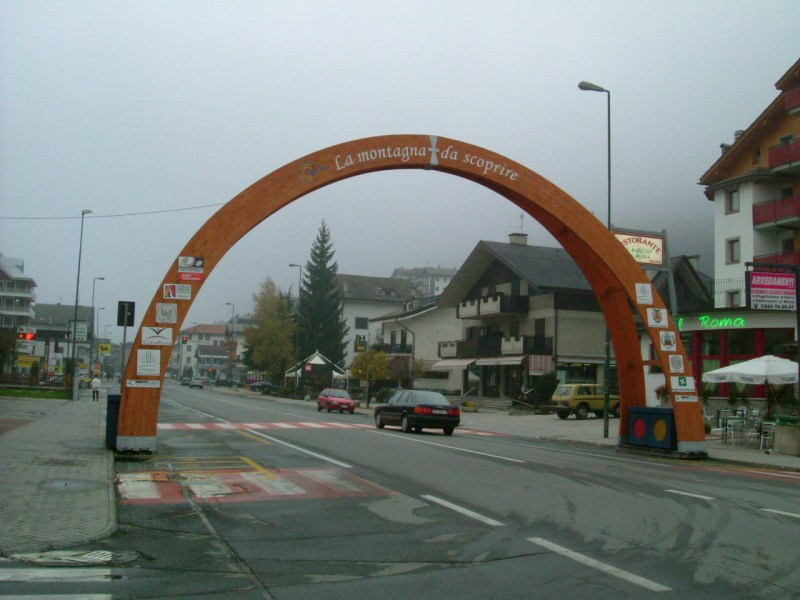
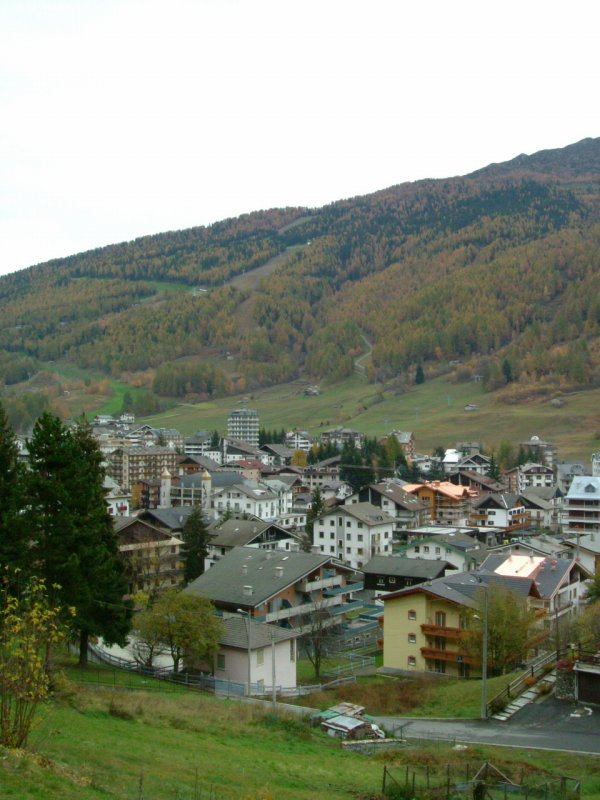

イタリアの地震リスク階級 (it) では、3 に分類される
。

## 行政

### 山岳部共同体
広域行政組織である山岳部共同体「ヴァルテッリーナ・ディ・ティラーノ山岳部共同体」 (it:Comunità montana della Valtellina di Tirano) （事務所所在地: ティラーノ）を構成するコムーネの一つである。

### 分離集落
アプリーカには、以下の分離集落（フラツィオーネ）がある。
- Liscedo, Liscidini, San Pietro, Santa Maria, Dosso, Mavigna

## 姉妹都市
- レニャーノ、イタリア
- ボルゴ・ヴァル・ディ・ターロ、イタリア